# Bảo Thanh (diễn viên)
Vũ Thị Phương Thanh, thường được biết đến với nghệ danh Bảo Thanh (sinh ngày 26 tháng 10 năm 1990), là một nữ diễn viên người Việt Nam. Cô được biết đến nhiều nhất qua vai diễn Minh Vân trong bộ phim truyền hình Sống chung với mẹ chồng (2017).

## Tiểu sử
Bảo Thanh sinh ra trong gia đình có truyền thống làm nghệ thuật khi mà cả bố và mẹ đều là nghệ sĩ tuồng tại Bắc Giang. Bản thân Bảo Thanh cũng xuất thân từ diễn viên kịch nhưng cô đã để dấu lại ấn trong lòng khán giả qua các bộ phim truyền hình.
Năm 8 tuổi, khi đang ở cơ quan của bố mẹ, Bảo Thanh đã lọt vào mắt xanh của đạo diễn Phi Tiến Sơn. Và cô được mời tham gia bộ phim "Vào Nam ra Bắc". Hai năm sau đó, ông gọi điện mời cô vào Vinh tham dự Liên hoan phim Việt Nam lần thứ 13. Cô đã được trao giải Diễn viên phụ xuất sắc nhất.
Năm 2008, Bảo Thanh thi vào Trường Đại học Sân khấu và Điện ảnh Hà Nội.
Năm 2013, cô mới thực sự được biết đến với vai cô Đũi trong bộ phim truyền hình "Trò đời". Ngay sau phim này, Bảo Thanh được mời tham gia phim điện ảnh "Những người viết huyền thoại". Sau đó cô vào Nam đóng hai phim truyền hình, trong đó vai diễn trong phim "Người chồng điên" đã đem về cho cô giải Cánh diều vàng 2014.
Năm 2015, Bảo Thanh giành hai huy chương bạc tại Cuộc thi Nghệ thuật Sân khấu Kịch nói chuyên nghiệp toàn quốc (vở Công lý không gục ngã) và Liên hoan Sân khấu toàn quốc về Hình tượng người chiến sĩ Công an nhân dân (vở Ai là thủ phạm).
Đến năm 2016, bộ phim Hợp đồng hôn nhân do Bảo Thanh đảm nhiệm vai chính lên sóng. Dù bộ phim không gây tiếng vang, nhưng cô vẫn tự hào vì đạo diễn nói cô đã "cứu" vai diễn
Năm 2017, Bảo Thanh được biết đến rộng rãi với vai Minh Vân trong phim "Sống chung với mẹ chồng".
Năm 2019, Bảo Thanh tiếp tục tỏa sáng mạnh mẽ hơn nữa với vai diễn "Thư Xính Lao" trong bộ phim Về nhà đi con. Vai diễn này một lần nữa khiến Bảo Thanh chứng minh sức hút mạnh mẽ của mình cũng như trở thành cái tên bảo chứng rating trên sóng truyền hình.
Vai diễn này cũng đem về cho Bảo Thanh giải thưởng VTV AWARDS dành cho Diễn viên nữ ấn tượng nhất.
Trước đây, Bảo Thanh công tác tại Nhà hát Tuổi trẻ. Hiện nay đang là Diễn viên tự do và là Hội Viên Hội Nghệ sĩ Sân khấu Việt Nam.
Trong lĩnh vực sân khấu, Bảo Thanh đã để lại nhiều dấu ấn đáng kể thông qua những vai diễn xuất sắc, bao gồm vai Tuyên phi Đặng Thị Huệ trong tác phẩm "Công lý không gục ngã." Vai diễn này đã đồng hành cùng cô giành Huy chương Bạc tại cuộc thi Nghệ thuật Sân khấu Kịch nói chuyên nghiệp toàn quốc năm 2015. Cũng trong năm đó, vai Diệp trong tác phẩm "Ai là thủ phạm" đã giúp Bảo Thanh đạt được Huy chương Bạc tại Liên hoan Sân khấu quốc gia về hình tượng người chiến sĩ CAND.
Sau một thời gian tạm nghỉ đóng phim truyền hình, vào tháng 4/2022, Bảo Thanh xuất hiện bất ngờ trên sân khấu Nhà hát Lớn Hà Nội, đảm nhận vai Marry Nhung trong tác phẩm kịch "Bản danh sách điệp viên," một buổi biểu diễn nhân dịp kỷ niệm 40 năm thành lập Nhà hát. Đến ngày kỷ niệm 60 năm Ngày truyền thống lực lượng CSND (20/7/1962 – 20/7/2022), Bảo Thanh tiếp tục thể hiện vai diễn của Vi – một người đẹp doanh nhân được ông Liên, Phó Chủ tịch tỉnh nâng đỡ và khống chết, ép buộc tham gia vào nhiều hoạt động kinh doanh phi pháp trong tác phẩm "Trả giá."

## Đời tư
Bảo Thanh lập gia đình với Đức Thắng vào năm 2011 khi đang học năm 3 của Trường Đại học Sân khấu và Điện ảnh Hà Nội. Cô trở thành người trẻ nhất khi kết hôn trong nhiều năm trước đó. Cả hai có với nhau 2 đứa con, 1 trai và 1 gái.
Năm 2017, Bảo Thanh vướng tin đồn với bạn diễn, tuy nhiên chồng cô luôn đặt niềm tin vào vợ, và họ đã cùng nhau vượt qua thời gian đó.
Trong năm 2019, Bảo Thanh khiến người hâm mộ không ngớt lời chúc mừng khi cô thông báo về căn biệt thự mang tên Thanh Villa Funhouse của mình tại Hội An đang trong giai đoạn sắp hoàn thành và sẽ cho thuê nghỉ dưỡng. Hiện tại, bên cạnh nghiệp diễn, nữ diễn viên còn kinh doanh về mảnh cho thuê căn hộ, villa.

## Danh sách phim

### Phim truyền hình
| Năm  | Tựa phim                | Kênh   | Vai diễn           | Đạo diễn                                                 | Nguồn |
| ---- | ----------------------- | ------ | ------------------ | -------------------------------------------------------- | ----- |
| 2002 | Đứa con vùng đồi        | VTV3   |                    | Trần Trung Dũng                                          |       |
| 2005 | Hương đất               | VTV3   | Lũy                | Trần Quốc Trọng                                          |       |
| 2010 | Nốt nhạc con gái        | VTV3   | Ngọc               | Bùi Quốc Việt                                            |       |
| 2011 | Đi qua ngày biển động   | HTV9   | Miên               | Bùi Tuấn Dũng                                            |       |
| 2013 | Giọt nước rơi           | VTV3   | Trâm               | Bùi Quốc Việt                                            |       |
| 2013 | Chỉ có thể là yêu       | VTV3   | Ngọc               | Vũ Minh Trí                                              |       |
| 2014 | Trò đời                 | VTV1   | Sen Đũi - Mộng Đài | Phạm Nhuệ Giang                                          |       |
| 2014 | Người chồng điên        | HTV7   | Ngọc Diệp          | Quách Khoa Nam                                           |       |
| 2015 | Ba ơi mẹ có về không    | SCTV14 | Châu Ngọc          | Trần Quang Đại                                           |       |
| 2016 | Sắc màu phái đẹp        | VTV3   | Nhật Mai           |                                                          |       |
| 2016 | Hợp đồng hôn nhân       | VTV1   | Quỳnh              | Nguyễn Khải Hưng                                         |       |
| 2017 | Sống chung với mẹ chồng | VTV1   | Minh Vân           | NSƯT Vũ Trường Khoa                                      |       |
| 2017 | Người phán xử           | VTV3   | Trần Mỹ Hạnh       | NSƯT Nguyễn Mai Hiền- Nguyễn Khải Anh - Nguyễn Danh Dũng |       |
| 2018 | Ngày ấy mình đã yêu     | VTV3   | Sol                | Nguyễn Khải Anh                                          |       |
| 2019 | Về nhà đi con           | VTV1   | Anh Thư            | NSƯT Nguyễn Danh Dũng                                    |       |
| 2019 | Ánh sáng trước mặt      | VTV8   | Chanh              | Trần Hoài Sơn                                            |       |
| 2020 | Những ngày không quên   | VTV1   | Anh Thư            | NSƯT Nguyễn Danh Dũng - Trịnh Lê Phong                   |       |

### Phim điện ảnh
| Năm  | Tên Phim                     | Vai diễn | Đạo diễn      | Nguồn |
| ---- | ---------------------------- | -------- | ------------- | ----- |
| 2000 | Vào Nam ra Bắc               | Nụ       | Phi Tiến Sơn  |       |
| 2013 | Những người viết huyền thoại | Y tá Mai | Bùi Tuấn Dũng |       |
| 2020 | Đôi mắt âm dương             | Lisa     | Nhất Trung    |       |

### Kịch sân khấu
| Năm  | Tựa                        | Vai                                   |
| ---- | -------------------------- | ------------------------------------- |
| 2015 | Công lý không gục ngã      | Tuyên phi Đặng Thị Huệ                |
| 2015 | Ai là thủ phạm             | Diệp                                  |
| 2017 | Trích đoạn trong vở Lôi Vũ | Phồn Y                                |
| 2019 | Thực cảnh Tinh hoa Bắc Bộ  | Thiếu nữ gảy đàn tỳ bà từ tranh tố nữ |
| 2022 | Bản danh sách điệp viên    | Marry Nhung                           |
| 2022 | Cận vệ                     | Vợ Năm                                |

### Lồng tiếng
- Nhân vật Cynthia trong Tuổi thanh xuân 2[5]

### MV ca nhạc
| Năm  | Bài hát             | Tác giả      | Bạn diễn        | Tham khảo |
| ---- | ------------------- | ------------ | --------------- | --------- |
| 2010 | Tương tư nàng ca sĩ | Hồ Quang Tám | Đồng Thanh Bình |           |

## Thành tích

### Giải thưởng và đề cử
| Năm  | Giải thưởng                        | Hạng mục                                            | Đề cử    | Kết quả   | Chú thích          |
| ---- | ---------------------------------- | --------------------------------------------------- | -------- | --------- | ------------------ |
| 2001 | Liên hoan phim Việt Nam lần thứ 13 | Nữ diễn viên phụ xuất sắc phim truyện điện ảnh      | Bản thân | Đoạt giải | [ 6 ]              |
| 2014 | Giải Cánh diều                     | Nữ diễn viên chính xuất sắc phim truyện truyền hình | Bản thân | Đoạt giải | [ 7 ]              |
| 2017 | Ấn tượng VTV                       | Nữ diễn viên Ấn tượng                               | Bản thân | Đoạt giải | [ 8 ] [ 9 ] [ 10 ] |
| 2018 | Ấn tượng VTV                       | Nữ diễn viên Ấn tượng                               | Bản thân | Đề cử     | [ 8 ] [ 9 ] [ 10 ] |
| 2019 | Ấn tượng VTV                       | Nữ diễn viên Ấn tượng                               | Bản thân | Đoạt giải | [ 8 ] [ 9 ] [ 10 ] |
| 2019 | Asia Artist Awards                 | Nghệ sĩ Việt Nam xuất sắc                           | Bản thân | Đoạt giải | [ 11 ]             |
| 2019 | WeChoice Awards                    | Nghệ sĩ có hoạt động nổi bật                        | Bản thân | Đề cử     | [ 12 ]             |
| 2019 | Ngôi sao của năm                   | Ngôi sao phim ảnh                                   | Bản thân | Đề cử     | [ 13 ]             |

### Giải thưởng sân khấu
- Huy chương Bạc – Cuộc thi Nghệ thuật Sân khấu Kịch nói chuyên nghiệp toàn quốc 2015 (vai Tuyên phi Đặng Thị Huệ trong vở kịch Công lý không gục ngã)
- Huy chương Bạc – Liên hoan Sân khấu toàn quốc về Hình tượng người chiến sĩ Công an nhân dân 2015 (vai Diệp trong vở kịch Ai là thủ phạm)